# 종심방어
종심방어(縱深防禦)는 병력을 길게 늘어선 거점들에 분산 배치하여 형성된 아군의 세력권을 이용한 방어이다. 가장 대표적인 종심방어전술로  얇은 방어선을 여러 겹으로 깔아서 적의 공격을 둔화시키고 소모시키는 과정을 통해 전선을 유지하는 전술을 꼽을 수 있다. 기본적으로 적의 공격을 방어하는 방어거점을 전선 최전방으로부터 차례차례 배치하고 공격해오는 적을 차례차례 소모시킨다. 방어부대는 효과적인 지연전을 펼친 후 전선 최후방으로 빠져 재편성한 후 다시 전선으로 배치된다. 또한 후방에는 기동 예비대를 두어 적의 공격능력이 소모된 시점에서 역습을 가해 적의 공격부대를 막고 오히려 약화된 적 전선에 대해 반격으로 나설 수 있도록 한다.

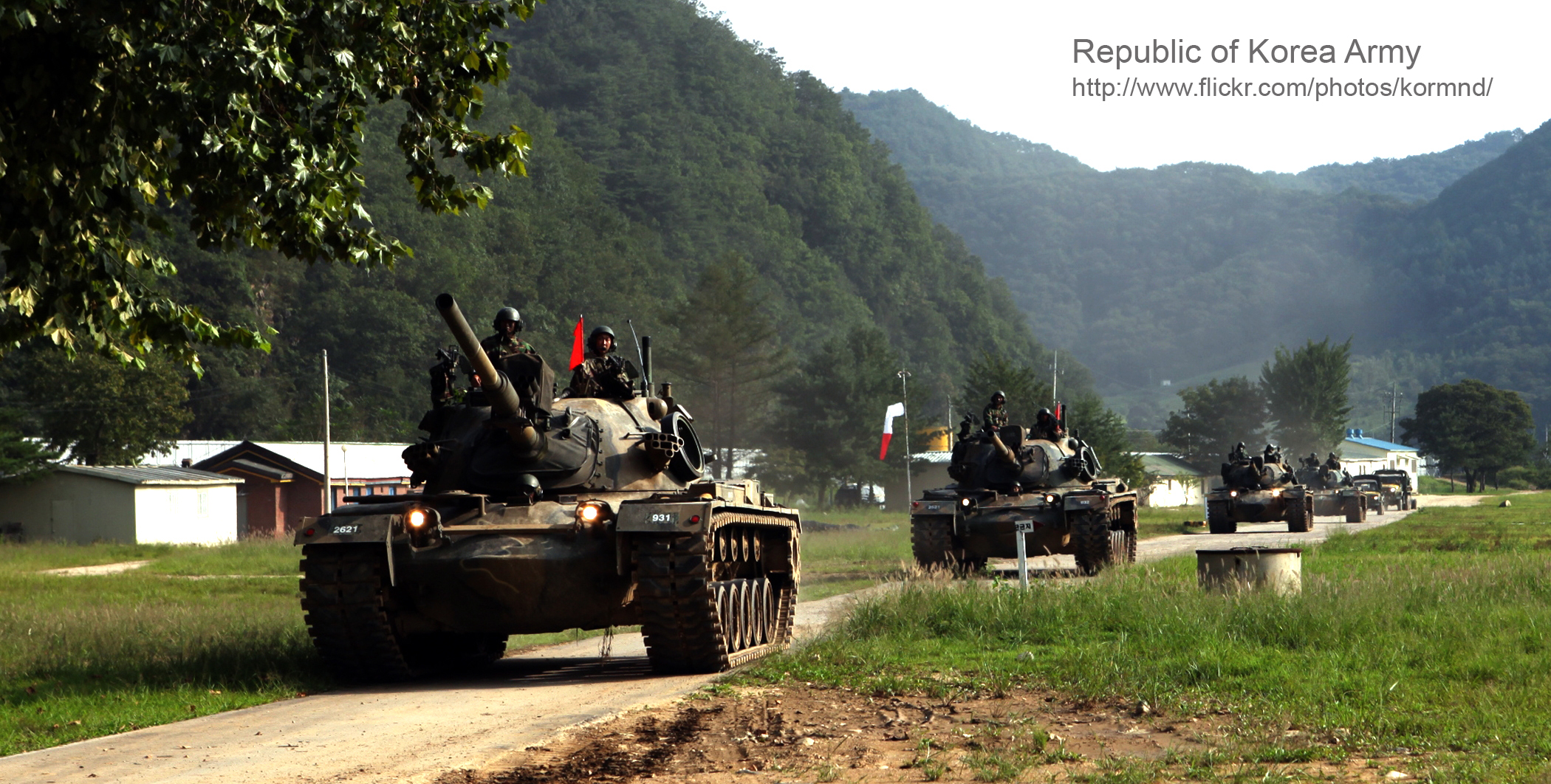
기동중인 기갑부대

## 종심방어전술의 발전 양상
1차 세계 대전 당시 철조망 - 참호 - 기관총 진지 - 포병으로 구성된 종심방어진은 기동력이 없는 보병의 공격에 대해 거의 완벽한 방어를 해 내게 된다. 이후 기갑부대에 의한 전격전이 도입되면서 종심방어진은 일렬로 죽 늘어선 참호선 대신 거점 (소도시, 교통선의 교차점, 철도 집결지 등)이나 병목 (다리가 놓인 곳, 산악지대의 도로 등)에 방어역량을 집중시켜 적의 공격력을 소모시키는 지연전 형태로 바뀐다. 또한 우세한 선봉 기갑부대나 후속으로 투입되는 OMG 등에 대비하기 위해 방어선 후방에 기동화된 예비부대를 두어 적의 주공이 약화되는 시점 또는 후속부대의 전선 초월 시점에 역습을 가하는 형태로 발전한다. 또한 전투종심을 확대하기 위하여 기동화된 강습부대를 운용하여 적지 후방에 공격거점을 확보하는 식으로 전선을 오히려 적 쪽으로 밀어버리는 전술도 출현한다.

## 실제 전투에서의 종심방어전술

### 기타
기원전 216년 칸나이 전투에서 초기 예가 나왔는데, 한니발은 로마 군단 8 명을 포위하여 파괴하기 위해이 작전을 사용했지만 일부 역사가들에 의해 논쟁이 벌어지고 있다. [1]
에드워드 루트 왁 (Edward Luttwak)은이 용어를 사용하여 서기 3 세기와 4 세기에 로마 후기 군대가 사용한 방어 전략 이론을 설명.
종심방어의 예는 유럽의 언덕 요새와 동심 성을 들 수 있다. 이 예에서 내부 방어 계층은 화력지원으로 외부 계층을 지원할 수 있으며 공격자는 상당한 손실이 발생할 것으로 예상되는 각 방어선을 차례로 공략해야하며 방어자는 전선회복 전투를 벌일 수 있다. 전략적 차원에서 비잔틴 군은 종심방어를 채택했다.
미국 독립 전쟁의 Cowpens 전투에서 미군은 영국군의 공격을 방어하고 미국인이 영국을 압도하기 전에 세 개의 전선을 벌여 많은 사상자를 냈다.

### 1차 세계대전, 2차 세계대전 시기의 양상
태평양 전투. (태평양 전쟁 또한 종심방어의 사례가 많았으며, 일본은 Tarawa, Saipan, Peleliu, Iwo Jima 및 Okinawa의 전투에서 해당 전술로 미군에게 큰 피해를 입혔다.)
르제프 전투
쿠르스크 전투 (소련군은 의도적으로 여러 개의 잘 방어 된 방어선에서 독일군의 공세를 유도, 북쪽의 9 군과 남쪽의 제 4 기갑군의 양측에 대규모 반격을 시작했다. 최초의 독일 공세는 결코 소련진영에 완전히 침투하지 않았다. 대조적으로, 후속하는 붉은 군대의 반격은 최전방을 서쪽으로 수백 마일로 추격했다.)
노르망디 전투 (노르망디 전투중 베르 마 흐트 군은이 지역의 보전, 야전 범람 및 방어의 전략적 배치를 이용하여 공격 군을 늦추기 위해 연속적인 방어선을 만들었다.)

### 현대전에서의 양상
베트남 전쟁 (Francis J. Kelly 대령은 베트남 전쟁 동안 육군 특수 부대 캠프에서 종심방어 도입에 대해 논의했다. 전 미 육군 특수 부대 사령관이자 베트남 연구 미 육군 특수 부대 1961-1971의 저자 인 켈리는 자신의 연구에서 엄격한 특수 부대 종심방어진이 매우 기능적이고 쉽게 방어되었다고 밝혔다.)
90년대 이후 한국군의 도로견부위주 종심방어 (기존의 고지나 진지 방어에서 벗어나, 주요 도로의 거점마다 종심방어진을 설치하여, 북한군의 차량 침투를 방지하겠다는 발상. 북한 또한 차량화 기동부대를 통한 속도있는 침투를 계획할 것이라는 생각에서 비롯되었다.)
사이버전에서의 종심방어전술(레이어드 시큐리티) (하나의 보안체제가 불완전하다는 발상에서 여러 개의 보안체제로 사이버 보안을 실현한다는 구상.)

## 타 용어와의 차이
종심방어는 종심전투의 하위 항목이다. 즉, 종심전투의 하위 항목에는 종심방어와 종심공격이 있는데, 종심공격은 적의 종심으로 침투한다는 개념이고, 종심방어는 아군 세력권의 종심을 이용하여 적의 공격을 방어한다는 개념이다. 종심에서 일어나는 모든 전투행위/작전을 아우르는 말이 종심전투이다.
종심공격에 대한 세부내용은 다음 문서를 참조하십시오: 종심 작전 이론

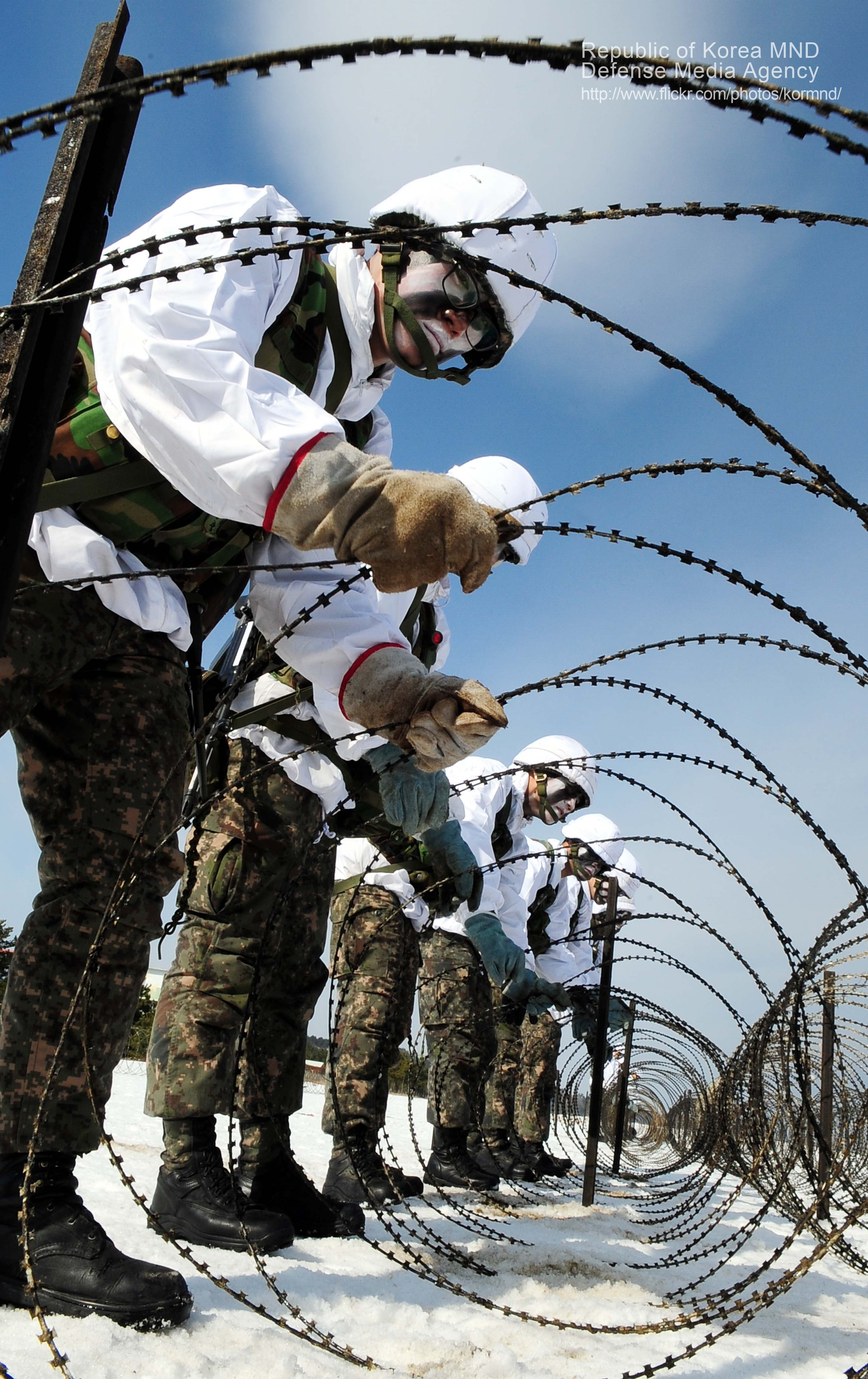
철조망을 설치중인 대한민국 육군

## 같이 보기
- 종말점
- 종심작전이론
- 군사 전술 목록
- 초토화